# Teerijärvi (sjö i Kuhmo, Kajanaland)
Teerijärvi är en sjö i kommunen Kuhmo i landskapet Kajanaland i Finland. Sjön ligger 184,7 meter över havet. Den är 7,5 meter djup. Arean är 1,26 kvadratkilometer och strandlinjen är 6,86 kilometer lång. Sjön  ingår i Uleälvens huvudavrinningsområde.   Den ligger omkring 100 kilometer öster om Kajana och omkring 510 kilometer nordöst om Helsingfors. 